# A nőfaló ufó
A nőfaló ufó (eredeti címe: What Planet Are You From?) egy 2000-es amerikai sci-fi vígjáték, amelyet Mike Nichols rendezett. A forgatókönyvet írta Michael Leeson, Garry Shandling, Ed Solomon és Peter Tolan, amelynek alapjául Leeson és Shandling története szolgált. A produkció főszerepében Shandling, Annette Bening, Greg Kinnear, Ben Kingsley, Linda Fiorentino és John Goodman.
Az Egyesült Államokban 2000. március 3-án volt a premierje. Magyarországon a filmet nem vetítették, 2000. augusztus 10-én jelent meg kazettán.

## Cselekmény
Egy távoli bolygó lakója, akit csak magasan fejlett hímek laknak, azt a parancsot kapja felettesétől, Graydontól, hogy találjon egy nőnemű embert, ejtse teherbe, és hozza vissza a gyermeket a bolygóra.
A Földre látogató az arizonai Phoenixben köt ki, ahol felveszi a Harold Anderson nevet, és munkát vállal egy bankban. Haroldnak, mint bolygója többi hímnemű lakójának, nincs nemi szerve, ezért egy mechanikus megoldással küldik le a Földre. A férfi elkíséri Perry nevű munkatársát az Anonim Alkoholisták egyik gyűlésére, hogy barátnőre találjon, és megismerkedik Susannal. A férfinak el kell vennie a nőt, mielőtt párosodna vele, ezért Las Vegasba mennek. 
Eközben Roland Jones, az FAA alkalmazottja, akinek feltűnt Harold furcsa viselkedése a repülőn, megszállottan igyekszik bebizonyítani, hogy a férfi földönkívüli, és elsőként megtalálni őt. Amikor Susan gyermeke megszületik, Harold a parancsot követve elhagyja feleségét és visszatér a bolygójára, de hamarosan bűntudata támad, és visszafordul. Bevallja neki az igazat, majd mikor a nő nem hisz neki, felfedi valós alakját. Susan teljesen kiakad, ezért Harold távozik, és összefut Rolanddal, aki az ablakon át szintén látta Harold leleplezését.
Roland könyörög Haroldnak, hogy jöjjön vele, mert be akarja bizonyítani a feleségének az igazát. Harold jótékonyan beleegyezik, de mielőtt ez megtörténhetne, Graydon megjelenik és fegyvert fog Haroldra, hogy hazaviszi. Roland is előrántja a fegyverét, és lelövi Graydont. Ekkor megjelenik Susan, aki bocsánatot kér, és visszafogadja Haroldot. Roland boldogan elsétál Graydon földönkívüli testével, Harold pedig bolygója új vezetőjévé lép elő.

## Szereplők
| Szerep          | Színész             | Magyar hangja  |
| --------------- | ------------------- | -------------- |
| Harold Anderson | Garry Shandling     | Kassai Károly  |
| Susan Anderson  | Annette Bening      | Málnai Zsuzsa  |
| Roland Jones    | John Goodman        | Ujlaki Dénes   |
| Perry Gordon    | Greg Kinnear        | Lux Ádám       |
| Graydon         | Ben Kingsley        | Végvári Tamás  |
| Rebecca         | Judy Greer          | Ullmann Zsuzsa |
| Randy           | Danny Zorn          | n.a            |
| Rita            | Harmony Smith       | n.a            |
| Don Fisk        | Richard Jenkins     | Orosz István   |
| Helen Gordon    | Linda Fiorentino    | Orosz Helga    |
| Nadine Jones    | Caroline Aaron      | Némedi Mari    |
| Madeline        | Nora Dunn           | n.a            |
| Alison          | Camryn Manheim      | n.a            |
| másik MD        | Phill Lewis         | n.a            |
| Liz             | Ann Cusack          | n.a            |
| Doreen          | Jane Lynch          | n.a            |
| Brett           | Willie Garson       | n.a            |
| Cheryl          | Anastasia Sakelaris | Németh Kriszta |
| ideges utas     | Janeane Garofalo    | n.a            |
| bébiszitter     | Octavia Spencer     | n.a            |

## Fogadtatás
A film vegyes kritikákat kapott. A Rotten Tomatoeson 42%-os minősítést ért el 77 vélemény alapján, az összefoglaló szerint: „Bár A nőfaló ufó tartogat néhány viccet, túlságosan egyenetlen és unalmas ahhoz, hogy a kritikusok ajánlják.” Elvis Mitchell a The New York Timestól azt írta: „A film kedves és sötét akar lenni egyszerre, de olyan távol van tőle, mint a bolygó műholdjai.”
A MetaCriticen 41 pontot ért el a 100-ból 32 vélemény alapján. Owen Gleiberman az Entertainmenttől azt írta: „Nem több mint egy ügyes, de butuska vígjáték, amitől kellemetlenül érzed magadat.” Roger Ebert a Chicago Sun Timestól azt írta: „Íme az új év legkellemetlenebb filmje, egy gyakorlat a jóleső mocskolódásban.”
A nőfaló ufó hatalmasat bukott a mozikban, a Box Office Mojo szerint 60 millió dolláros költségvetésből csak 14 millió dollár térült meg.